# Akkár kormányzóság

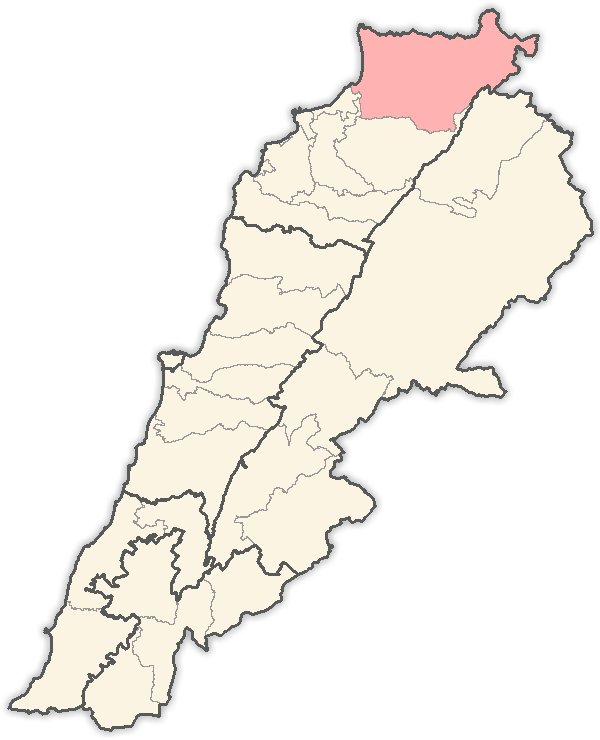
Akkár körzet elhelyezkedése Libanonon belül

Akkár kormányzóság (arabul محافظة عكار [Muḥāfaẓat ʿAkkār]) Libanon két tervezett kormányzóságának egyike. Létrejöttét Baalbek-Hermel kormányzósághoz hasonlóan a 2003. évi 552-es törvény rendelte el, azonban mindmáig nem kezdte meg működését. Az Észak kormányzóság legészakibb részén fekvő Akkár körzetből (kadá) hozták létre. Székhelye a tervek szerint Halba, a mai körzetközpont lesz.